# 木曽馬

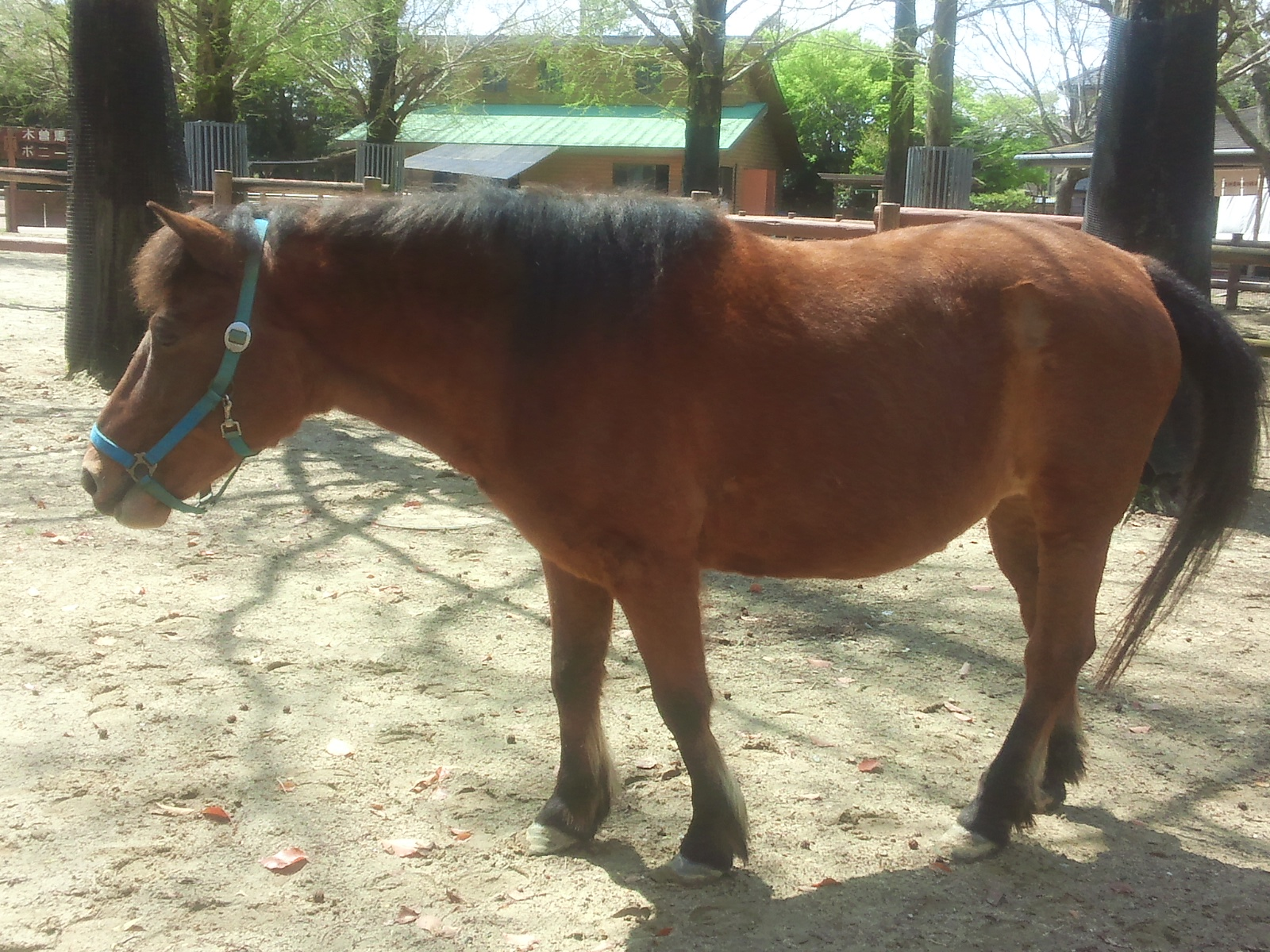

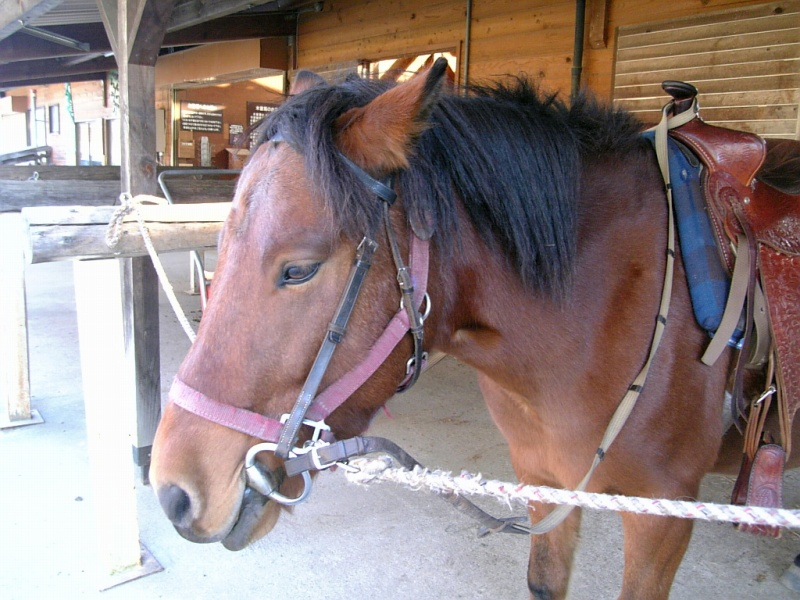

木曽馬（きそうま）とは長野県木曽地域（木曽郡）を中心に飼育されているウマの一品種である。また日本在来馬の一つでもある。岐阜県飛騨地方でも飼育されている。
現存する日本在来種は他に北海道和種（北海道、俗称：道産子）、野間馬（愛媛県今治市野間）、対州馬（長崎県対馬市）、御崎馬（宮崎県都井岬）、トカラ馬（鹿児島県トカラ列島）、宮古馬（沖縄県宮古諸島）、与那国馬（沖縄県八重山諸島）がいるが、本州の現存在来種は木曽馬のみである。
明治・大正期に行われた西洋種との交配や牡馬の去勢により一時絶滅寸前であったが、木曽馬保存会が中心となって活動が行なわれた結果飼育数は増加。しかし以前のような農耕といった使役を目的とした需要は失われ、高齢化により個人所有者数も減少傾向にある。令和元年時点で木曽において飼育されているのは138頭となっている。
名称については血量が非常に高く純血に準じる純系を木曽種もしくは木曽馬と呼ぶ。別名木曽駒（きそこま）。一方アラブ、アングロアラブ、アングロノルマン、トロッター、ハクニー、ペルシュロンといった西洋種の種牡馬と木曽馬牝馬との交雑の結果生まれた馬たちの子孫は「系」をつけて木曽馬系もしくは木曽系とし木曽馬と区別される。木曽馬牧場以外で乗馬等に使われているのはこうした木曽馬系（木曽系）が多く、時には半血種もいるという。さらには木曽馬と呼ばれているものの血統証明が無い馬、実際の血統が不明な馬も存在する。
平安時代から江戸時代にかけて、当地の使役馬、農耕馬として使用された。
起源ははっきりしていないが、元々は蒙古の（大陸系の）馬である。一説では紀元前1世紀の漢で改良された「蒙古草原馬」が2～3世紀、朝鮮半島経由で渡来したという。この馬が木曽地域という山岳地帯で飼育された影響で、木曽馬となったとされる。

## 特徴
- 中型馬であり、平均体高（肩までの高さ）は雌で133cm、雄で136cm。体重350kg-420kg。西洋種との交雑が少なかった地域ほど体高が低い傾向がある。改良前の明治期に比べるとまだ大きめだが、戻し交配によりだいぶ小さなサイズに戻ってきている。
- 鰻線がある。改良により鰻線を持つ個体は減ったが純系は今でも鰻線が見られることが多い。
- 短足胴長であり、体幅が広い。
- 元々温和な品種だったが西洋種との交雑で気性が変わったと言われている[6]。
- 山間部で農耕馬、使役馬として飼育されていた為、足腰が強く、頑強である[注 1]。
- 後肢がX状になっている。また、蹄は外向姿勢である。そのため横への踏ん張りが効き、山の斜面の移動も苦にしない。
- 純系は蹄が堅く農耕に使役する程度なら蹄鉄を打たなくてもよいが、西洋種との交雑によって生まれた非純系である木曽系ではかつての堅牢な蹄が失われた[7]とされる。
- 木曽馬は本来先天的な側対歩だった[7]とされるが、信州大学が過去に行った研究によると純系に近いほど側対歩の傾向を示し、外国種の血が入った木曽系（例：ノルマン系が入った種牡馬の朝日号）になるとサラブレッドなどと同じ通常の歩様（斜対歩）を示した。なお現在では側対歩ができる木曽馬はいなくなっている[8]という。
- 草のみでも飼育可能。木曽馬の盲腸の長さは洋種馬に比べ30cm程長く、太さも2倍ほどあるため。
- 毛色は現在鹿毛が多い。頭数が減ってから種牡馬となった個体が鹿毛だったことが影響している[9]。

## 歴史
- 日本列島において馬は古墳時代の4世紀末から5世紀にかけて伝来し、信濃国・甲斐国など東日本の中央高地では西日本に先行する4世紀末代のウマが出土している。飛鳥時代（6世紀頃）：美濃国恵那郡（後の信濃国筑摩郡→長野県西筑摩郡神坂村、現・岐阜県中津川市）にて、馬の放牧が始まる（注：木曽地域は中世以前は美濃国恵那郡の一部である）。
- 平安時代～江戸時代：武士の馬、農耕馬、荷馬として活躍。女性にも扱える120cm～130cm台の小さな体格と木曽の山間部に耐えうる脚力が重宝された。
- 鎌倉時代後期、鎌倉幕府を滅亡させた新田義貞の軍が用いた軍馬の骨が遺跡より多く発掘され、DNA鑑定の結果、木曽馬であった事がわかっている。
- 江戸時代：長い期間武将などに木曽馬が好まれて購入されたことにより良質な馬が多数外部に流出。優れた個体が産地で減ってしまったため改良が試みられることとなり、寛文5年南部馬の牝馬30頭が導入され木曽馬の牡馬と交配された[10]。また江戸時代には経済的に苦しい農家が多かったことから馬の小作制度が普及し数百頭、時には千頭ほどを所有し貸し付ける馬主業が広く行われていた[6]。
- 明治時代～大正時代：乗用馬、農耕馬として飼育数が増加。しかし中型馬である為、軍用馬としては不適格とされる。国や県を通じた指示により東北や愛知にいた西洋種であるアラブ、アングロアラブ、トロッター、ハクニー、アングロノルマンといった品種の種牡馬の導入と木曽馬牝馬との交配を進めた上に種牡馬以外の牡馬は去勢されたため、純系の木曽馬の数は激減し体型・体高も変化、明治の半ばに馬の99％を占めていた在来馬は1927年には11％にまで減少した[11]。大型化が続き明治25年には128.9cmだった体高は昭和23年には146.4cmを記録した[12]。より大きな仔を得るために木曽馬の牡をアラブ種の牝と交配した例も少ないながらも存在した。大型化や華奢な体型化は地元民が望んだものではなく、アラブやアングロアラブの子ではあったものの木曽馬に近かったともひそかに行われた純系木曽馬の牡馬との交配で生まれたとも言われている木曽馬系種牡馬らが人気を博したという[13]。
- 1943年（昭和18年）：種牡馬は外国種に取って代わられ最後の木曽馬系種牡馬宝玉号を最後に木曽馬系牡馬は全て去勢[14]され淘汰。洋種との雑種ばかりとなり血量が高い純系で繁殖に使えるのは牝馬のみという事態に陥った。
- 1946年（昭和21年）：木曽馬復元活動開始。開田などには外国種との交雑を敬遠し未去勢牡馬との混牧を利用することでひそかに木曽馬同士で交配させ得ていた純系がいた[15]ことから、木曽馬の血が濃い馬たちの生産が可能となったという。戻し交配で復元する努力も進められ、木曽馬系の体高も低くなっていくこととなった[16]。
- 1969年（昭和44年）：木曽馬保存会設立。
- 1983年（昭和58年）：木曽町開田高原で飼育の木曽馬が長野県天然記念物に指定[17]。（品種全体ではなく馬ごとの指定。）
- 2000年（平成12年）：東京都稲城市平尾で飼育の木曽駒花ちゃん（嶺花号）が、長野県の木曽御嶽山のふもとの開田村で誕生[18][19]。
- 2019年（令和元年）：農林水産省によると木曽地域にいる木曽馬の頭数は138頭。うち約30頭は木曽馬の里 木曽馬乗馬センターにおり、繁殖活動以外にも乗馬やホースセラピー業務に従事[20]。かつて需要が無くなったことで絶滅寸前に陥った経験をふまえ、乗馬といった利用を進め活躍の場を創出することが目指されている。木曽種は近親交配[21]（親子交配、半きょうだい間交配）による奇形率の上昇などがあり、弊害を種牡馬選びや計画的な交配によって解消することが課題となっている[9]。

## 第三春山号
第三春山号（1951年 - 1975年）は、最後の純血木曽馬である（実際の血量は98.44%とされている。木曽馬において原産地では一般的に純血という表記は使わず、純系種と呼ぶ。これは少なからず明治～昭和期にかけて外来品種の影響を受けているためで、100%純血の木曽馬という表現ではなく極めて血が濃い純系という表現となっている。）。体高は132cm、体長は158cm（体高比 119.6）、胸囲は170cm（体高比 128.7）、管囲は18cm（体高比 13.6）という馬格であった。
父は「神明号」、母は「鹿山号」で、いずれも純血である。
父神明号は、軍用馬の馬格改良を背景とした1939年制定の種馬統制法により民有木曽純血種雄馬（種牡馬）が去勢廃用処分となっていたところ、軍人を祀る武水別神社の神馬であることから処分を逃れており、1950年に再発見され神社より払い下げを受けた上で木曽馬登録事業の本登録馬（木曽純血種）第1号として登録されるとともに種雄馬として供用されたものである。
一方母鹿山号は木曽福島新開で飼育されていた。
第三春山号は1953年に種雄馬の検査に合格し 長野県有の種雄馬（種牡馬）となるものの、農業機械の普及による山間地農耕馬としての木曽馬需要の減少から放出。殺処分の危機を免れ、複数の農家を転々とし最後に開田村に戻った。木曽馬保存会の手により木曽馬の系統維持に当たり、木曽馬の血統の復元に貢献した。産駒は「春月号」、「春風号」、「蘇山号」をはじめとする約700頭。1973年に日本動物愛護協会より表彰される。
1974年末に老衰で倒れ、地元開田でのお別れ会を行った後1975年1月17日に馬齢25歳で安楽死処分された。内臓と骨格は名古屋大学農学部に研究用標本として保管され、皮は剥製となり開田村（その後合併により木曽町）の郷土館 に置かれた。処分時点で第三春山号は老衰による骨軟化症や黄疸を発症しており、木曽馬のあるべき姿を標本として残すために自然死を待たずに処分された件は議論の的となった。